# Ormtjusning

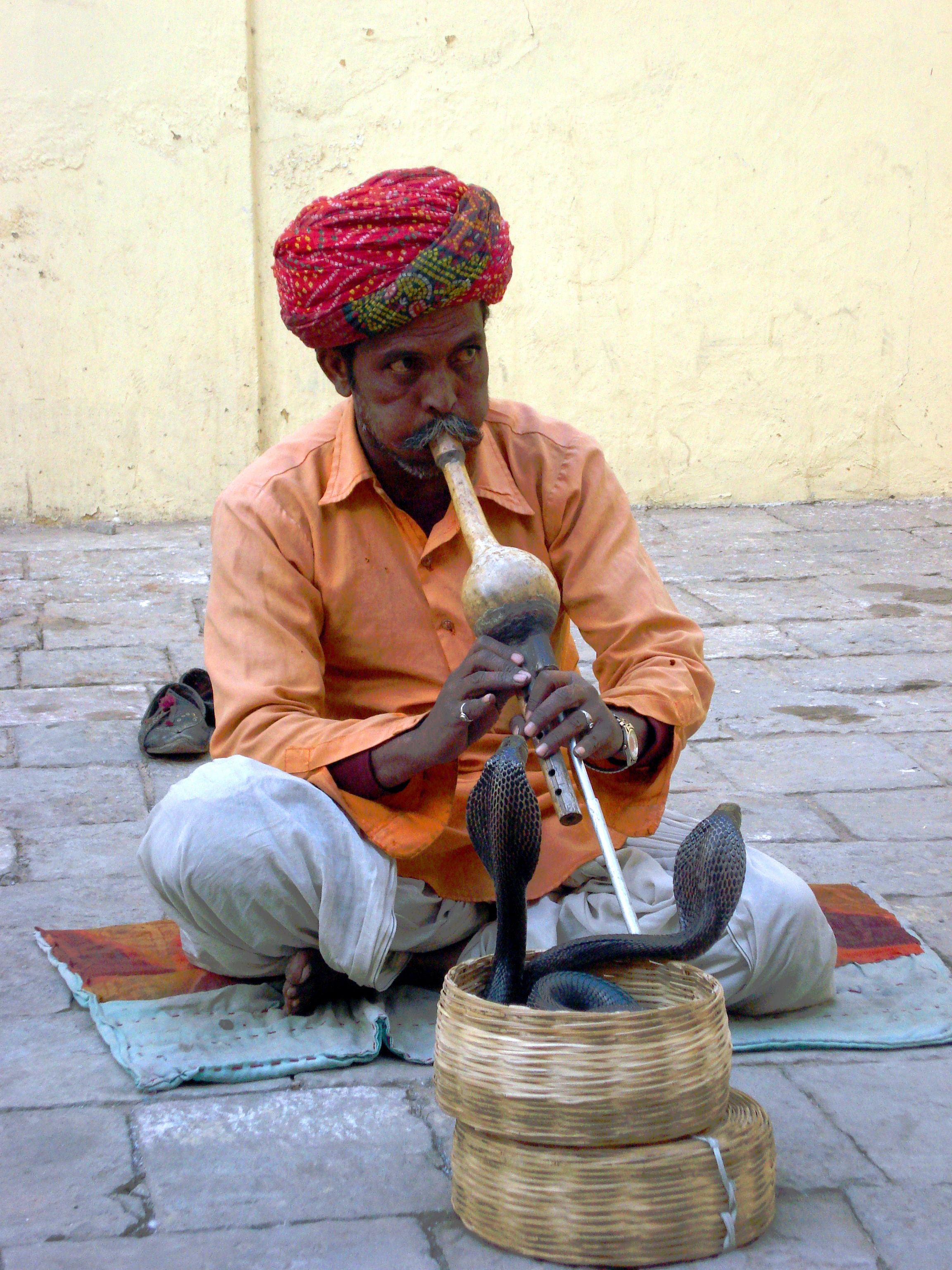
En ormtjusare i Jaipur, Indien.

Ormtjusning är en scenkonst där en ormtjusare styr en eller flera ormars rörelser.
I det typiska fallet använder ormtjusaren en flöjt, och låter ormen följa flöjtens rörelser.
Ormtjusare är vanliga i Indien och andra delar av södra Asien. Det finns belagt från antikens Egypten.
Idag för ormtjusning en tynande tillvaro, efter förbud i Indien mot att äga ormar.